# Res derelictæ
Res derelictæ, latin, övergiven egendom, är en juridisk term inom straffrätten, som innebär att egendom tas i besittning utan att det bedöms som olovligt, eftersom egendomen saknar känd ägare, och därmed kan tas i besittning med ett underförstått samtycke från den som övergivit egendomen. Ett sådant förfarande utgör inte stöld, och är därmed inte heller straffbart.